# Schlüsselstudie
Als Schlüsselstudie (engl. pivotal trial = zentrale/entscheidende Studie, daher dt. oft auch als Pivot-Studie bezeichnet) wird in der medizinischen Forschung eine klinische Studie bezeichnet, die zum Ziel hat, den signifikanten Wirksamkeitsnachweis eines therapeutischen Verfahrens (zum Beispiel eines Arzneimittels) zu erbringen. In der Regel handelt es sich dabei um eine klinische Studie der Phase III, in der der Wirksamkeitsnachweis eines Wirkstoffs gegenüber Placebo oder dem Therapiestandard geprüft wird. Die aus der Schlüsselstudie gewonnenen Daten bilden neben den Phase-I-Studien (Verträglichkeit an gesunden Freiwilligen) und den Phase-II-Studien (Proof of Concept, Dosis-Wirkungs-Beziehung) die Grundlage für den bei den entsprechenden Arzneimittelbehörden einzureichenden Antrag auf Arzneimittelzulassung. Nach erteilter Marktzulassung wird eine laufende Phase-III-Studie dann als Phase-IIIb-Studie ausgewiesen. Studien, die nach der Markteinführung durchgeführt werden, werden als Phase-IV-Studien bezeichnet.